# Kergueleny

Mapa Kerguelenových ostrovů

Kergueleny (řidčeji Kerguelenovy ostrovy, francouzsky Îles Kerguelen), pojmenovány po mořeplavci  Yves-Josephu de Kerguelenu-Trémarecovi, jsou jeden z pěti distriktů francouzského zámořského teritoria s názvem Francouzská jižní a antarktická území (TAAF), které je přidruženým územím Evropské unie. Ostrovy nikdy nebyly trvale obydleny.

## Situace
Souostroví Kerguelenovy ostrovy je tvořeno asi 300 ostrovy, ostrůvky i pouhými skalisky, z nichž největší Grande Terre s 6675 km² zabírá asi 92 % celkové rozlohy. Nacházejí se již v subantarktické oblasti Indického oceánu, od Afriky jsou vzdáleny 5300 km, od Austrálie 4800 km, na nejbližší pevninu Antarktidu je asi 2000 km. K nejbližšímu francouzskému území, Crozetovým ostrovům, je odtud 1300 km daleko. Vůbec nejblíže jsou neobydlená australská území Heardův ostrov a McDonaldovy ostrovy, jen 440 km. Rozkládají se zhruba na 49° jižní zeměpisné šířky a 70° východní zeměpisné délky.
Ostrovy se nacházejí na rozsáhlé Kerguelenské plošině která vznikla asi před více než 100 mil. let při konečném dělením Gondwany. Před 20 až 40 mil. roků se plošina potopila do hloubky 1 až 2 km a nad hladinou zůstalo jen pár ostrovů vulkanického původu, na nichž je podloží z 85 % tvořeno vyvřelým čedičem. Jako důkaz přetrvávající sopečné činnosti jsou fumaroly v západní části ostrova Grande Terre, kde je také nejvyšší vrcholek Mont Ross dosahující výšky 1850 m, včetně více než desítky dalších převyšujících 1000 m.
Pobřeží hlavního ostrova Grande Terre je velice nepravidelné, rozeklané, plné fjordů, s množstvím poloostrovů oddělených jen malými vodními plochami. Je zajímavé, že na hlavním ostrově není žádné místo vzdáleno od pobřeží více než 20 km. V jeho středu ležící velký Cookův ledovec (asi 500 km²) i několik menších a hojné dešťové srážky udržují četná jezera a potoky dostatečně vodné. Ostatní ostrovy jsou většinou rozmístěny okolo hlavního ostrova. Druhý největší ostrov Île Foch s rozlohou 206 km² (3 % celkové plochy) s nejvyšším vrcholkem Pyramide Mexicaine 587 m n. m. leží stejně jako většina ostatních ostrůvků při severním nebo jižním pobřeží Grande Terre a jsou od sebe odděleny jen úzkými mořskými úžinami a zálivy. K dalším "větším" ostrovům ještě patří Île Hove (51 km²), Île Saint-Lanne Gramont (46 km²), Île Port (43 km²), Île Australia (37 km²), Île Longue (35 km²), Île l'Ouest (33 km²), Île Haute (25 km²) i souostroví Îles Nuageuses (16 km²) a Îles Leygues (10 km²). Poněkud osamoceně je umístěn drobný ostrůvek Îlot Solitaire asi 50 km západně a skupinka Îles Boynes 45 km jižně, ta je svým umístěním těsně pod 60. rovnoběžkou nejjižnějším francouzským ostrovem vůbec. Pro srovnání, celková plocha všech ostrovů je jen o trochu menší než Plzeňský kraj.

## Podnebí
Počasí na ostrovech je dáno jejích umístěním v oblasti antarktické konvergence, kde dochází k mísení teplých vod Indického oceánu se studenými vodami Jižního oceánu. Na ostrovech je průměrná roční teplota +4,5 °C, v nejteplejším lednu bývá asi +8 a v nejchladnějším srpnu jen +2 °C. Extrémy jsou od +20 do -10 °C. Srážek ve formě deště nebo sněhu je po celý rok hojně, průměrně 1000 mm (měřeno v Port-aux-Français), ale na západním pobřeží Grande Terre jsou ještě třikrát intenzivnější. Vlhkost vzduchu je trvale 70 až 80 %.
Hory jsou často zcela pokryty sněhem, který s nástupem dešťů rychle taje. Existuje několik stálých ledovců, jejichž objem se postupně zmenšuje. Obloha je často pokryta nízkými těžkými mraky a vanou tam téměř nepřetržitě silné západní větry o rychlostech do 50 km/h, při vichřicích ale dosahují i 150 až 200 km/h. Kolem ostrovů bývá silné vlnobití. Jsou běžné vlny vysoké 12 až 15 m. V přilehlém oceánu se ledové kry nevyskytují.

## Historie
Ostrovy objevil při svých objevitelských plavbách 12. února 1772 francouzský kapitán Yves-Joseph Kerguélen-Trémarec na lodi Fortune, a aniž u ostrovů vůbec přistál, zabral území pro Francii a po návratu do Paříže ostrovy nazval "Jižní Francie" a vylíčil je jako rozlehlou, úrodnou, zalesněnou a na vzácné kovy bohatou zemi a dostal tak souhlas pro další výpravu. U ostrovů vůbec jako prvý přistál až za několik dnů jeho souputník kapitán Marc de Boisguehenneuc s druhou lodí Gros-Ventre. Na podzim téhož roku byla vyslána k ostrovům výprava tří lodí s osadníky, které měly potíž u skalnatých, pustých ostrovů vůbec přistát. Úspěšný byl až důstojník de Rochegude, který dne 6. ledna 1773 vystoupil jako prvý na břeh ostrovů. Osádky lodí decimované kurdějemi a pustinami místo slibované "Jižní Francie" se vrátily ihned do Francie, kde byl Kerguelen pro klamání uvězněn. O čtyři léta později, v roce 1776, doplul k ostrovům britský objevitel James Cook a ostrovy případně pojmenoval „Desolation“. Dne 1. ledna 1893 byly Kergueleny prohlášeny oficiálně za francouzský majetek a byly pronajaty na 50 let bratrům Bossière.
V roce 1840 zkoumal geologii ostrovů a prováděl pozorování zemského magnetismu James Clark Ross při své cestě do Antarktidy. V roce 1874 byl třemi vědeckými expedicemi pozorován přechod Venuše před Sluncem. V lednu 1902 byli na ostrovy vysazení němečtí výzkumníci a ponecháni tam až do dubna 1903, většina zemřela na beri beri (nedostatek vitaminu B1). V roce 1908 až 1908 a dále 1913 až 1914 ostrovy vědecky prozkoumal Raymond Rallier du Baty a jeho bratr Henry, vypracovali např. první kompletní mapy ostrovů. Ve čtyřech etapách mezi léty 1928 až 1952 zkoumali souostroví geologicky a geomorfologicky Edgar Aubert de la Rüe s manželkou Andree. Dne 21. listopadu 1924 byly Kerguelenovy ostrovy připojeny jako depandance k Madagaskaru.
V průběhu let 1792 až 1909 sloužily ostrovy jako základny pro lov tuleňů a lachtanů. Mezi léty 1908 až 1929 byla na ostrovech zřízena norská velrybářská stanice. V létech 1913 až 1914 a 1922 až 1931 probíhaly neúspěšné pokusy s chovem ovcí.

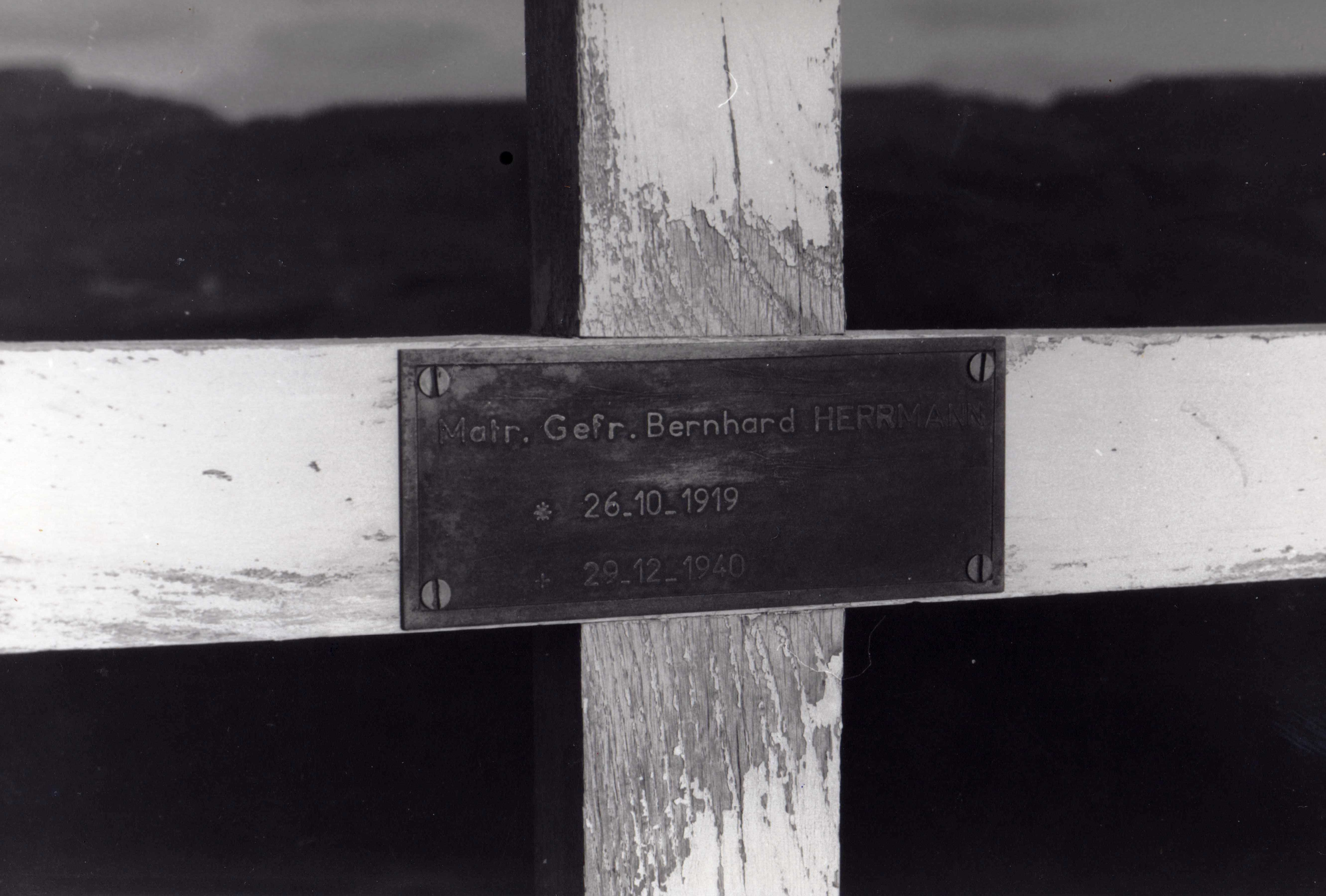
Detail náhrobku německého námořníka B. Herrmanna

 V prosinci 1940 zde zakotvil německý pomocný křižník Atlantis. Při natírání komína se německý voják Bernhard Herrmann zřítil a byl zde pohřben v nejjižnějším německém válečném hrobě.

## Fauna a flora

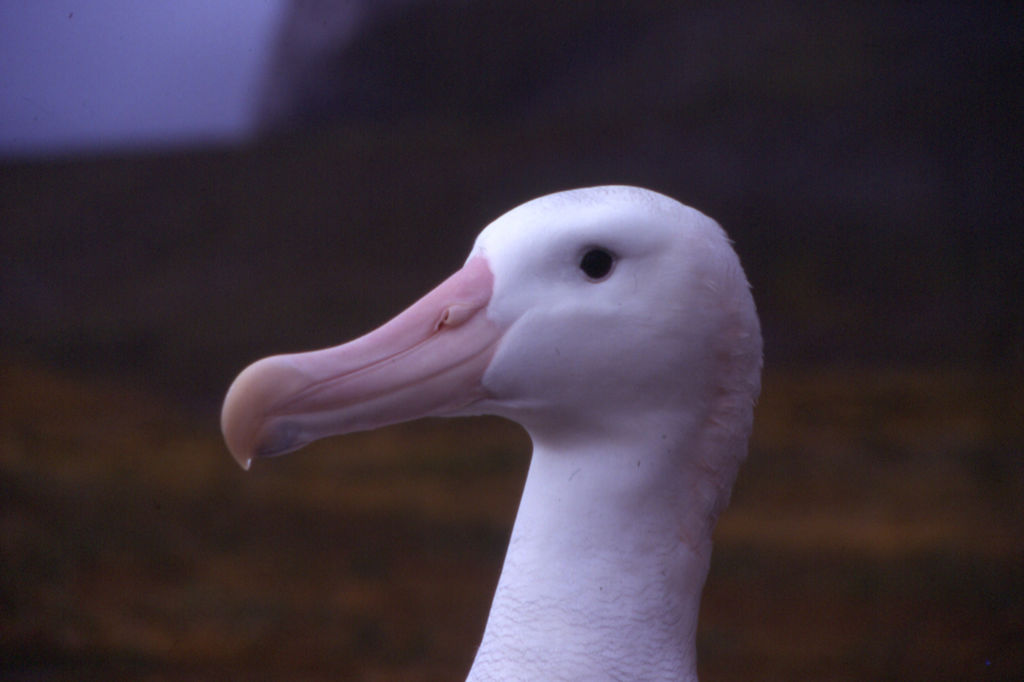
Diomedea exulans albatros stěhovavý

Na Kerguelenových ostrovech od pradávna ze savců žili jen ploutvonožci, tuleni a lachtani, kteří však byli v 18. a 19. století námezdními lovci nemilosrdně vybiti. Jestliže ostrovy utrpěly před stoletími škodu "jen" ekologickou vystěhováním původních savců, jsou nyní poškozovány přímo fyzicky zvířaty, která byla přivezena v uplynulých dvou stoletích.
Nejméně problematické je asi stádo 3500 ovcí, které volně žijí na Île Longue a Île de Haute kde slouží jako zásobárna masa pro vědecké expedice na ostrovech pobývající. Jejích reprodukční cyklus se ale plně nepřizpůsobil jižní polokouli a jsou problémy s velkou úmrtností jehňat, která se rodí do období nedostatku pastvy. Stojí za povšimnutí, že je to největší stádo na světe ovčího plemene Bizet. Na Île de Haute žije od roku 1959 již téměř 300 muflonů dovezených z Korsiky, pocházejí z jednoho páru. V okolí vědecké základny jsou dále kontrolovaně chováni koně, skot a prasata.
V roce 1956 norsko-švédská výprava vysadila na Île Australia 10 sobů, kteří však jako dobří plavci brzy překonali mořskou úžinu a nyní jsou rozšířeni v počtu asi 4000 ks na ostrově Grande Terre, kde místy spásají vegetaci až na kámen. V roce 1874 byli na ostrovy přivezeni králíci, jako potrava pro potenciální ztroskotance. Králíci se prudce rozmnožili, hlavně na východě ostrova Grande Terre, kde způsobují značnou erozi půdy, ničí původní rostlinstvo spásáním a rozrušují mnohá ptačí hnízdiště svým neustálým hrabáním. Byly již činěny pokusy králíky vyhubit virologicky, podařilo se to jen místně, králíci se mnohde stali rezistentní. Přesto je likvidace králíků stále na programu.
Na ostrovy byly v minulosti dovezeny kočky aby pochytaly z lodí uniklé myši a krysy, kočky ale postupně pomřely. Nově byly kočky na hlavní ostrov vysazeny opět v roce 1950 za stejným účelem, dnes jich je zdivočelých asi 3500 kusů. Kočky krysy zlikvidovaly, myši již chytají málo, králíky jen o něco více, ale v hnízdících sezonách velice často loví vyváděná ptáčata; předpokládá se, že jich zabijí téměř milion ročně. Do místních řek byli nasazeny i lososovité ryby pstruzi, siveni a lososi, které nepříznivě ovlivňují vodní bezobratlovce, sladkovodní ryby tam předtím žádné nežily. Na ostrovech se nevyskytují plazi ani obojživelníci. Létajícího hmyzu tam mnoho není, v posledních létech se na ostrovy dostaly poměrně teplomilné mouchy bzučivky obecné (Calliphora vicina), které se zřejmě místním podmínkám dobře přizpůsobily. Rozšířili se i nepůvodní nelétaví brouci (Oopterus soledadinus) a švábi (Anatalanta aptera).
Ačkoliv se Kerguelenovy ostrovy lidem jeví jako neúrodné, chladné, větrné a neútulné, pro mnoho živočichů spojených svým životem s mořem jsou to právě ta vhodná místa na zahnízdění i vyvedení mláďat. V současnosti se dělá hodně pro zdravou přírodu ostrovů, např. část Kerguelen nenapadená introdukovanými savci je vyhlášena za přírodní rezervaci. Z ploutvonožců po jatkách v 18. a 19. století se na ostrov opět vrací hnízdit rypouš sloní (Mirounga leonina) a tuleň leopardí (Hydrurga leptonyx) a dále i lachtan antarktický (Arctocephalus gazella). Na ostrovech pravidelně hnízdí velká množství mořských ptáků. Hnízdí tam tučňák patagonský (Aptenodytes patagonicus), tučňák skalní (Eudyptes chrysocome), tučňák žlutorohý (Eudyptes chrysolophus) a tučňák oslí (Pygoscelis papua), dále pět druhů albatrosů, deset druhů buřňáků, tři druhy buřňáčků, dva buřníci, dva rybáci, a po jednom druhu kormorána, racka, štítonose a kachny. Mezi nejvzácnější patří ohrožené druhy albatros hnědý (Phoebetria fusca) i albatros černobrvý (Thalassarche melanophrys) a endemické druhy kormorán kerguelenský (Phalacrocorax verrucosus) a ostralka kerguelenská (Anas eatoni).

### Flora

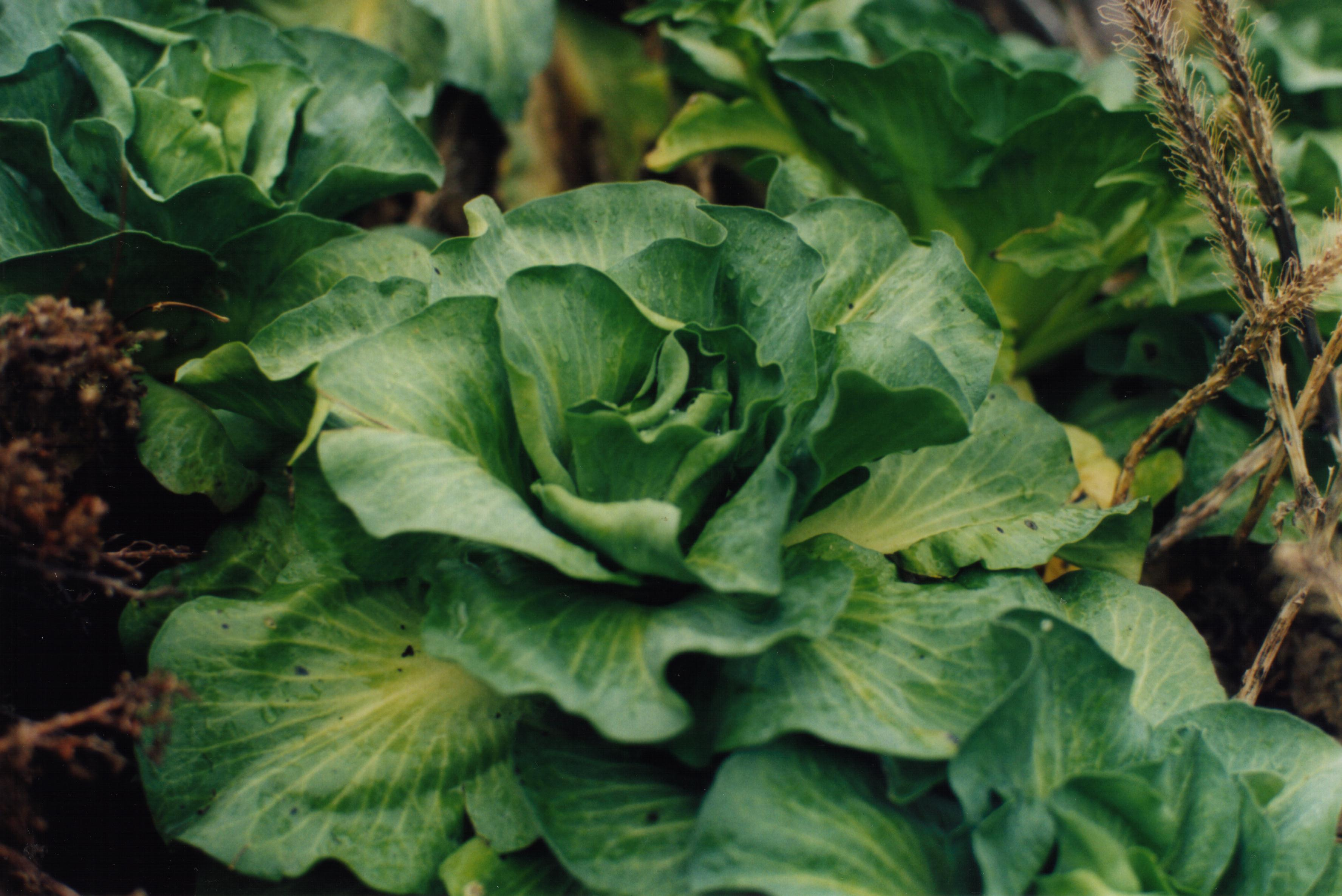
Pringlea antiscorbutica "kerguelenské zelí"

Na ostrovech nerostou žádné keře nebo stromy. Převážnou část ostrova lze klasifikovat jako tundru na severním okraji subantarktického pásma. Původní vegetace ostrovů do nadmořské výšky 50 až 70 m se skládala převážně z hustých koberců miříkovité rostliny Azorella selago rostoucích samostatně nebo vytvářejících tzv. rohože vysoké až 1 metr prorostlé "kerguelenským zelím" Pringlea antiscorbutica z čeledi brukvovitých (které v minulosti svým vysokým obsahem kyseliny askorbové posloužily mořeplavcům jako ochrana proti kurdějím) a z porostu růžovité rostliny Acaena magellanica. Dále byla nížinná vegetace vzácněji doplňována o Crassula moschata a Leptinella plumosa. Další endemické rostliny pro subantarktické oblasti jsou polštářovitá Lyallia kerguelensis a lipnice Poa cookii a Poa kerguelensis. K rozšířenějším původním bylinám ještě patří i Cotula plumos, Colobanthus kerguelens a Uncinia compa. Husté, kobercovité porosty jsou pro lidskou chůzi nepohodlné, ovšem pro mnohé druhy ptáků skýtají ideální podmínky pro hnízděn. Ve vyšších oblastech skály porůstají jen mechy a lišejníky, např. terčovníkem pohledným (Xanthoria elegans).
Rozšířením králíků a sobů však tyto rostliny téměř vymizely, z původních rostlin zůstala zachována většinou jen Acaena magellanica doplněná o invazivní druhy jako pampeliška lékařská (Taraxacum officinale), rožec rolní (Cerastium arvense), starček obecný (Senecio vulgaris) a ovsík vyvýšený (Arrhenatherum elatius). Okolí potoků a jezer jsou často podmáčená a vytváří se na nich tlustý bažinný porost s mechy a lišejníky, tato slatiniště mohou být i přes metr hluboká.
Na rozdíl od řídké pozemní vegetace je mořská vegetace bohatší, v pobřežních vodách hodně rostou hnědé řasy Durvillaea antarctica a hlavně obří Macrocystis pyrifera, která vytváří sloupce upletené z mnoha široce rozvětvených stélek a vyrůstá z hloubky 3 až 20 metrů až k mořské hladině. V oblastech rozšíření této řasy je plavba motorovými čluny nemožná, řasa zablokuje lodní šroub. Tyto řasy jsou domovem mnoha druhů bezobratlých živočichů. 

## Současnost
Po druhé světové válce měla Francie zájem udržet si toto opuštěné území pod svým vlivem, proto vyhověla požadavkům Mezinárodní meteorologické organizace (IMO) a v roce 1949 byla v chráněné zátoce poloostrova Courbet na východě ostrova Grande Terre zřízena první provizorní meteorologická stanice a v roce 1951 definitivní vědecká základna Port-aux-Français. V současnosti budovy této stanice již zabírají plochu 9000 m². Na stanici bývá od 60 lidí v zimě po 120 přes léto, kteří se zabývají mimo jiné meteorologií geomagnetismem, seismologií, geofyzikou, fyzikou ionosféry, biologií, zoologií i sledováním raket Ariane vypouštěných z Kourou ve Francouzské Guyaně. Při základně je malá kaple, nemocnice i sportovní centrum.
Průmysl nebo zemědělství na ostrovech neexistuje, není tam ani letiště. Veškerou dopravu v oblasti zajišťuje vědecká loď Marion Dufresne 2, která mimo vlastního oceánografického výzkumu zajišťuje zásobování i střídání výzkumníků na základně Port-aux-Français a udržuje 4krát ročně spojení s Francií. 28. března 2003 byly Kerguelenovy ostrovy začleněny do nově vzniklého distriktu Francouzská jižní a antarktická území. Nejsou tam trvale žijící obyvatelé, tudíž ani volené orgány samosprávy. Vše spravuje prefekt sídlící v Saint-Pierre na ostrově Réunionu podle pokynů francouzského Ministerstva pro zámoří v Paříži. Od roku 2019 jsou Kergueleny a okolní moře (souhrnná plocha 3 970 km²) společně s ostrovy Svatý Pavel a Amsterdam a Crozetovými ostrovy součástí světového přírodního dědictví UNESCO.

## Vzácnosti ostrovů

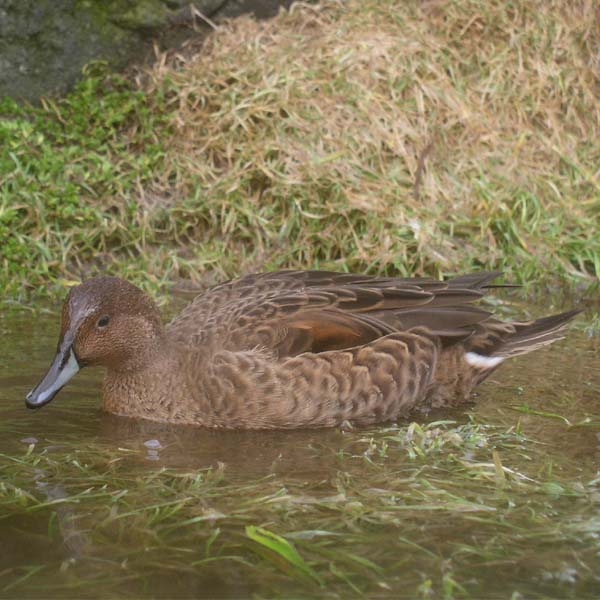
Ostralka kerguelenská
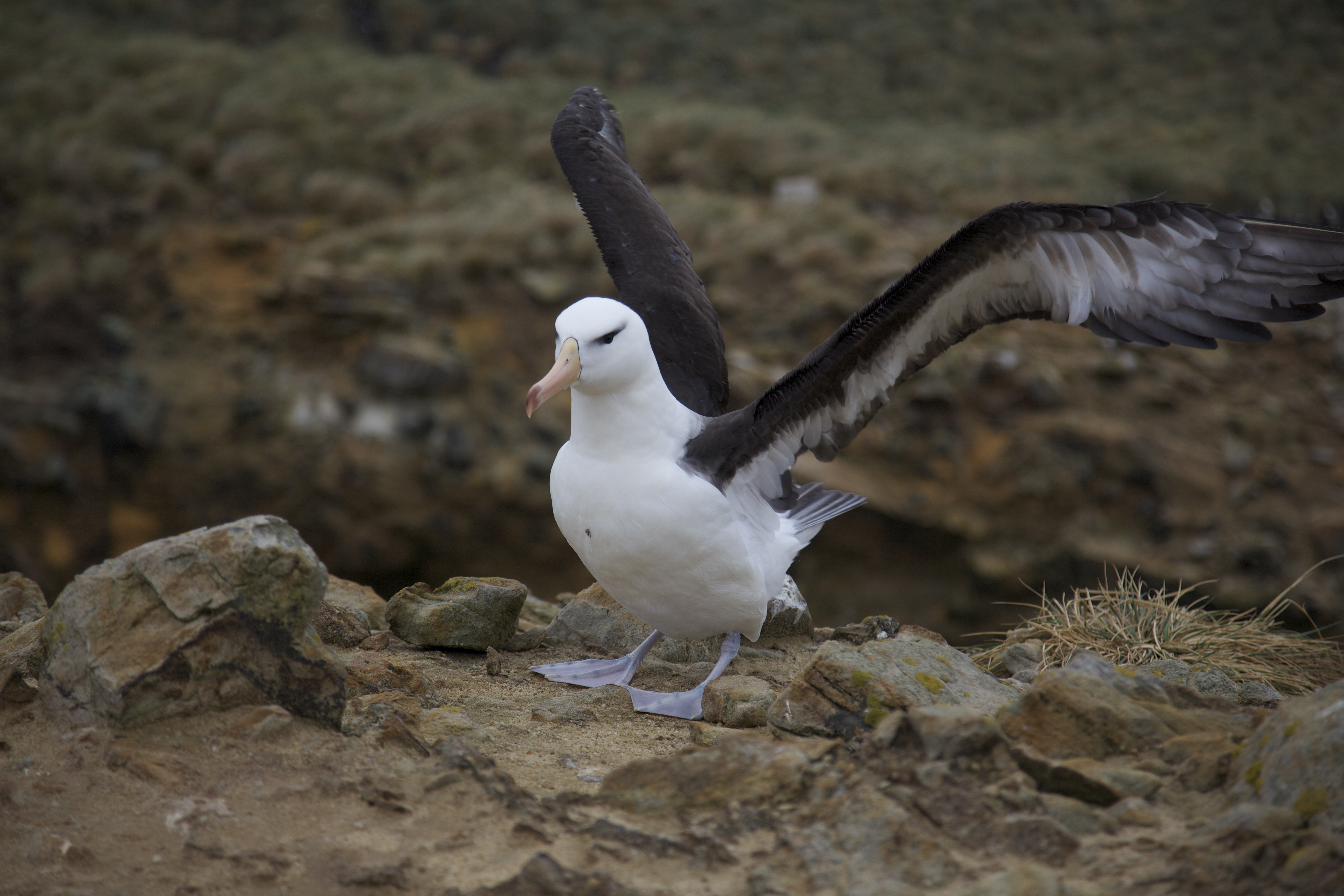
Albatros černobrvý
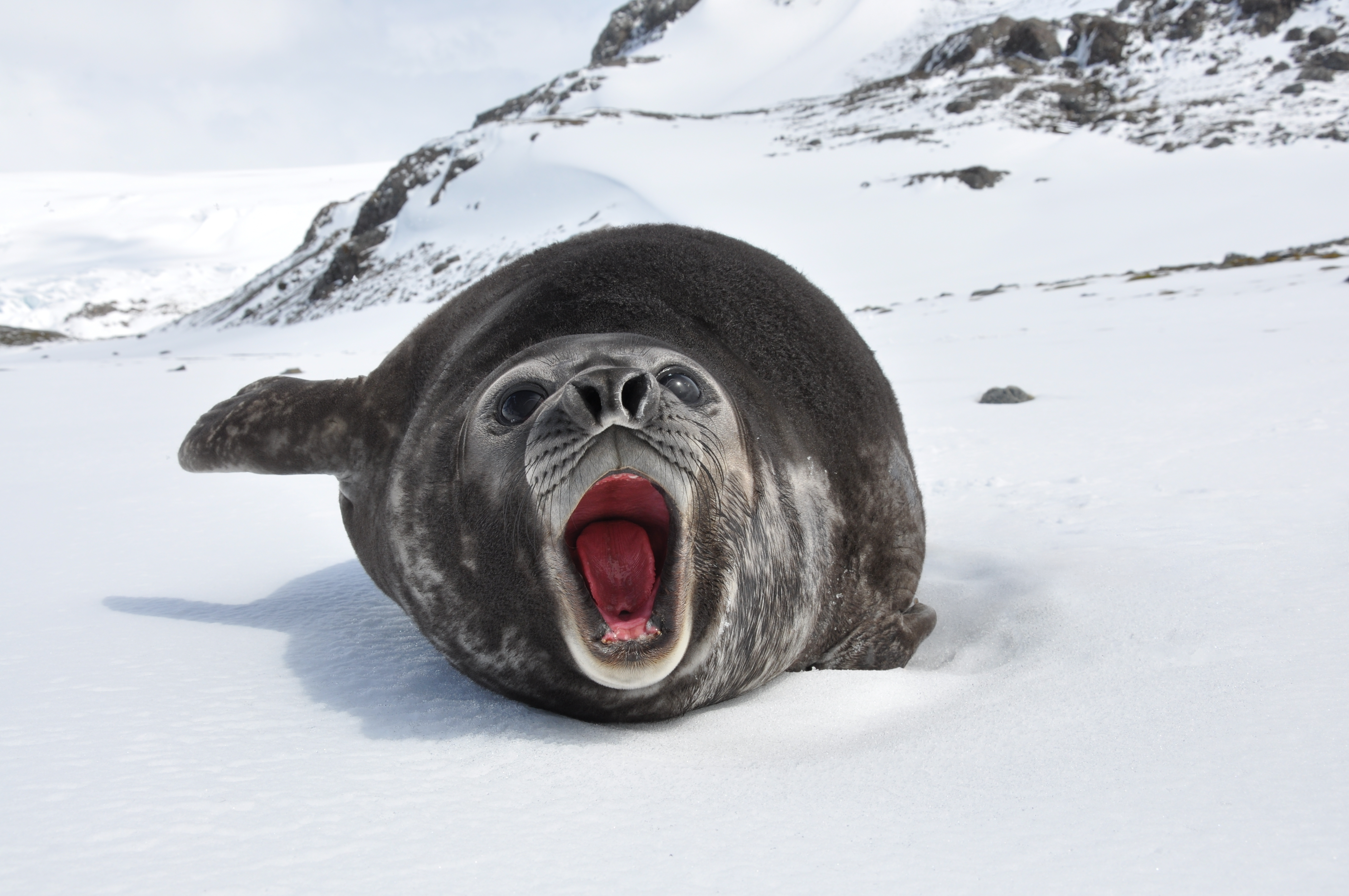
Rypouš sloní – samice
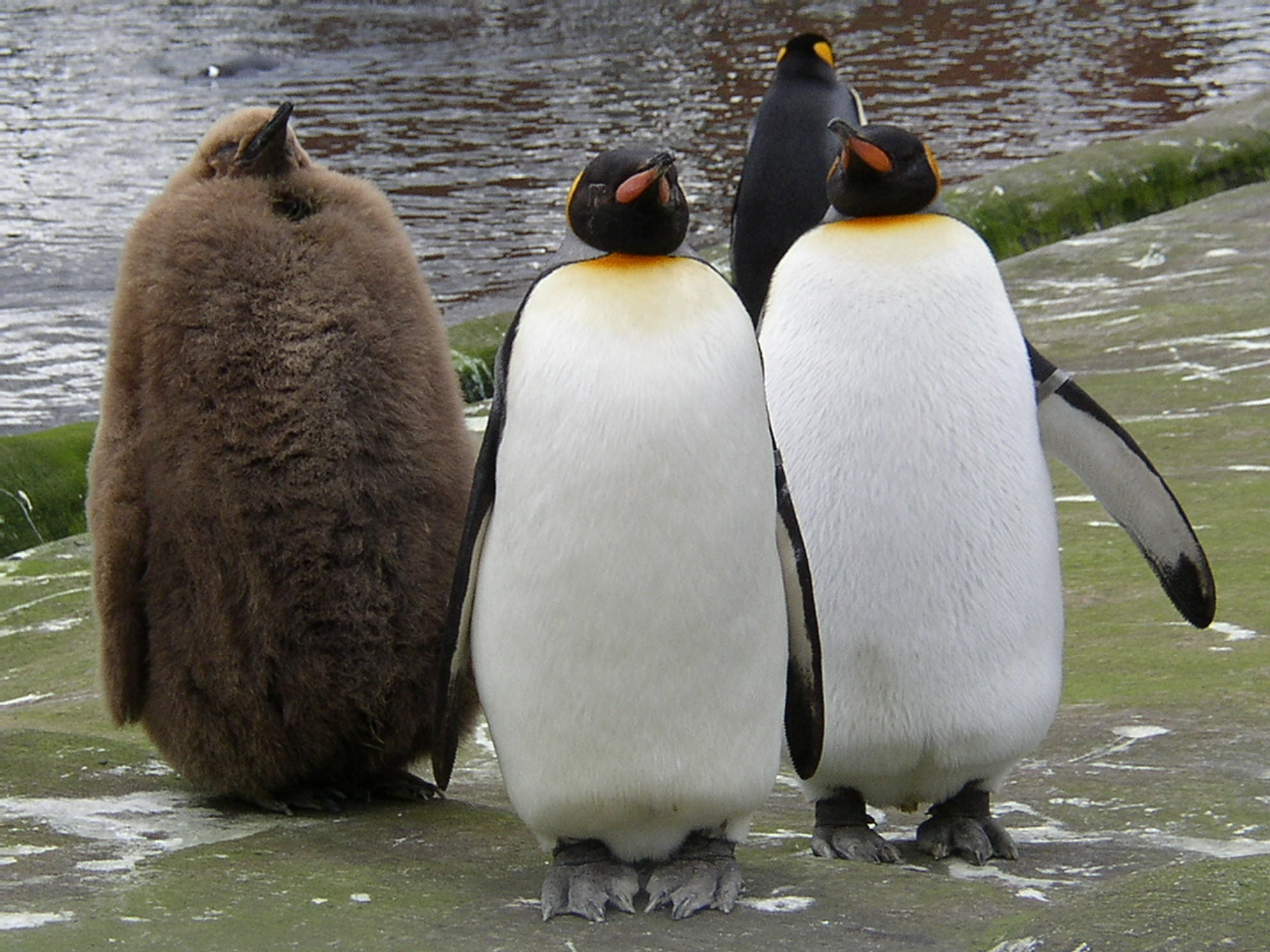
Tučňák patagonský

## V kultuře
Ve filmu Četník a četnice (1982) hrozí rotmistr Gerber Cruchotovi, že budou přeloženi do Maubeuge nebo na Kergueleny, pokud se jejich nadřízení dozví, že se jim ztrácejí četnice. Obě místa symbolizují co nejodlehlejší a nejnevábnější kouty Francie, zvláště ve srovnání s prosluněným St.-Tropez.